# Plecotus sacrimontis
Plecotus sacrimontis és una espècie de ratpenat de la família dels vespertiliònids. Viu al Japó i Rússia. Els seus hàbitats naturals són els boscos, on es refugia en forats d'arbres i en coves. També se'l pot trobar en habitatges. És una espècie en risc mínim, és a dir, no sembla que hi hagi cap amenaça significativa per a la seva supervivència. El seu nom específic, sacrimontis, significa 'mont sagrat' en llatí i es refereix a la localitat tipus de l'espècie, el Mont Fuji.